# مناهضة التطبيع مع إسرائيل

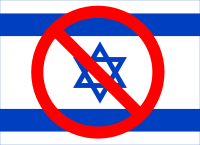
التطبيع يؤدي إلى تقويض حقوق الفلسطينيين وشرعنة الاحتلال الإسرائيلي للأراضي الفلسطينية.

مناهضة التطبيع مع إسرائيل هي حركة سياسية وشعبية وثقافية نشأت في العالم العربي و‌الإسلامي، وتعارض إقامة علاقات طبيعية مع إسرائيل قبل إنهاء الاحتلال الإسرائيلي للأراضي الفلسطينية والعربية، وإقرار الحقوق الوطنية المشروعة للشعب الفلسطيني، وعلى رأسها حق العودة وتقرير المصير وإقامة دولة فلسطينية مستقلة عاصمتها القدس. وترى هذه الحركة أن التطبيع يُكافئ الاحتلال، ويُسهم في تبييض سياسات إسرائيل العنصرية والاستيطانية، ويُضعف التضامن العربي والإسلامي مع فلسطين.

## الخلفية التاريخية
بدأت ملامح مناهضة التطبيع تظهر بوضوح بعد توقيع اتفاقية كامب ديفيد بين مصر وإسرائيل عام 1978، حين خرجت احتجاجات واسعة في العواصم العربية منددة بما اعتُبر حينها خروجًا عن الإجماع العربي، واستمرت المعارضة الشعبية بعد توقيع اتفاقية أوسلو عام 1993 ومعاهدة وادي عربة مع الأردن عام 1994، إذ لم تؤدِّ هذه الاتفاقيات إلى إنهاء الاحتلال أو وقف الاستيطان.

## أشكال التطبيع
ترى الحركات المناهضة أن التطبيع لا يقتصر على إقامة علاقات دبلوماسية، بل يمتد إلى مجالات عدة، منها:
- التطبيع السياسي: كإقامة سفارات وتبادل الزيارات الرسمية، وهو ما تعتبره هذه الحركات شرعنةً للاحتلال.[4]
- التطبيع الاقتصادي: عبر إقامة مشاريع مشتركة، مثل المناطق الصناعية المؤهلة (QIZ)، أو التبادل التجاري كما حدث بين إسرائيل وبعض الدول العربية بعد اتفاقيات أبراهام.[5]
- التطبيع الثقافي والفني: مثل مشاركة فنانين عرب في مهرجانات بإسرائيل أو استضافة فنانين إسرائيليين، الأمر الذي يُعدّ خرقًا لمبدأ المقاطعة الثقافية.[6]
- التطبيع الأكاديمي: كالتعاون بين جامعات عربية وإسرائيلية، والذي رفضته الحملة الفلسطينية للمقاطعة الأكاديمية والثقافية لإسرائيل (PACBI) منذ عام 2004.[7]
- التطبيع الرياضي: مثل مشاركة فرق عربية في بطولات يشارك فيها رياضيون إسرائيليون، أو اللعب على الأراضي المحتلة، وهو ما يُعد ترويجًا للصورة الطبيعية لإسرائيل أمام الرأي العام الدولي.[8]

## حجج مناهضي التطبيع
يرتكز موقف مناهضي التطبيع على عدة حجج مركزية:
- أن الاحتلال الإسرائيلي مستمر منذ عام 1967، ويشمل القدس والضفة الغربية وقطاع غزة، ولا تزال إسرائيل تمارس سياسات تهجير وقمع بحق الشعب الفلسطيني.[9]
- أن إسرائيل تنتهك القانون الدولي من خلال توسيع الاستيطان، الذي اعتبره مجلس الأمن الدولي غير شرعي في قراره رقم 2334 عام 2016.[10]
- أن منظمات حقوق الإنسان، مثل هيومن رايتس ووتش ومنظمة العفو الدولية، اعتبرت أن سياسات إسرائيل تجاه الفلسطينيين تُشكل نظام فصل عنصري (أبارتهايد).[11][12]
- أن التطبيع يؤدي إلى تبييض الجرائم الإسرائيلية وإضعاف أدوات الضغط، مثل المقاطعة الشعبية والاقتصادية.[13]
- أن التطبيع غالبًا ما يكون منفردًا وبعيدًا عن أي التزامات إسرائيلية تجاه الحقوق الفلسطينية، بل يرافقه تصعيد في الانتهاكات، كما حدث بعد توقيع اتفاقيات أبراهام.[14]

## أبرز الهيئات المناهضة للتطبيع
تشكلت في الوطن العربي عدة مبادرات وهيئات لمناهضة التطبيع، من أبرزها:
- الحملة الفلسطينية للمقاطعة الأكاديمية والثقافية لإسرائيل (PACBI): أُسست عام 2004 بدعوة من أكثر من 60 مؤسسة مجتمع مدني فلسطيني.[15]
- حركة مقاطعة إسرائيل وسحب الاستثمارات منها وفرض العقوبات (BDS): انطلقت عام 2005 وتستند إلى نداء من مؤسسات فلسطينية دعت لمقاطعة شاملة على غرار النموذج الجنوب أفريقي.[16]
- لجان مقاومة التطبيع في نقابات مهنية بالأردن والكويت وتونس، وقد نظّمت حملات ضد كل أشكال التعاون مع إسرائيل.[17]
- الحملة التونسية لمقاطعة إسرائيل، والحملة المغربية ضد التطبيع، وغيرهما من الحملات المحلية الفاعلة في مناهضة أي شكل من أشكال الانخراط مع الاحتلال.[18]

## المواقف الشعبية والرسمية
رغم توقيع عدد من الحكومات العربية على اتفاقيات تطبيع مع إسرائيل، مثل الإمارات والبحرين والمغرب والسودان ضمن اتفاقيات أبراهام عام 2020، إلا أن استطلاعات الرأي تُظهر استمرار الرفض الشعبي الواسع لهذه الخطوات. فقد أظهر الاستطلاع العربي السنوي لعام 2022، الذي يجريه المركز العربي للأبحاث ودراسة السياسات، أن 84% من العرب يرفضون الاعتراف بإسرائيل، بينما يؤيد 76% المقاطعة الاقتصادية.

## نقد التطبيع
يرى المناهضون أن التطبيع:
- لم يُثمر عن أي نتائج إيجابية للفلسطينيين، بل تزايدت الاعتداءات، وتوسعت المستوطنات.
- يُستخدم إسرائيليًا لتكريس الاحتلال وتقسيم الموقف العربي.
- يُضعف التضامن الشعبي مع الشعب الفلسطيني ويُحول القضية إلى مسألة ثانوية.
- يُمنح إسرائيل مكاسب سياسية واقتصادية وإعلامية دون أي التزام مقابل.[20]

## نقد مناهضة التطبيع
يدافع بعض المفكرين العرب عن التطبيع باعتباره وسيلة للانفتاح والسلام، معتبرين أن القطيعة لم تحقق تقدمًا في مسار التسوية، ويعتقدون أن التعاون قد يخدم بعض المصالح القُطرية. غير أن هذا التوجه يُقابل برفض واسع من الحركات المدنية، التي ترى أن التطبيع لا يُلزم إسرائيل بأي تنازل، بل يُشجعها على تعميق احتلالها.

## روابط خارجية
- التطبيع العربي مع إسرائيل: مظاهره، ودوافعه